# Psychotria tacarcunensis
Psychotria tacarcunensis är en måreväxtart som beskrevs av John Duncan Dwyer. Psychotria tacarcunensis ingår i släktet Psychotria och familjen måreväxter. Inga underarter finns listade i Catalogue of Life.